# Antagoras (Sohn des Eurypylos)

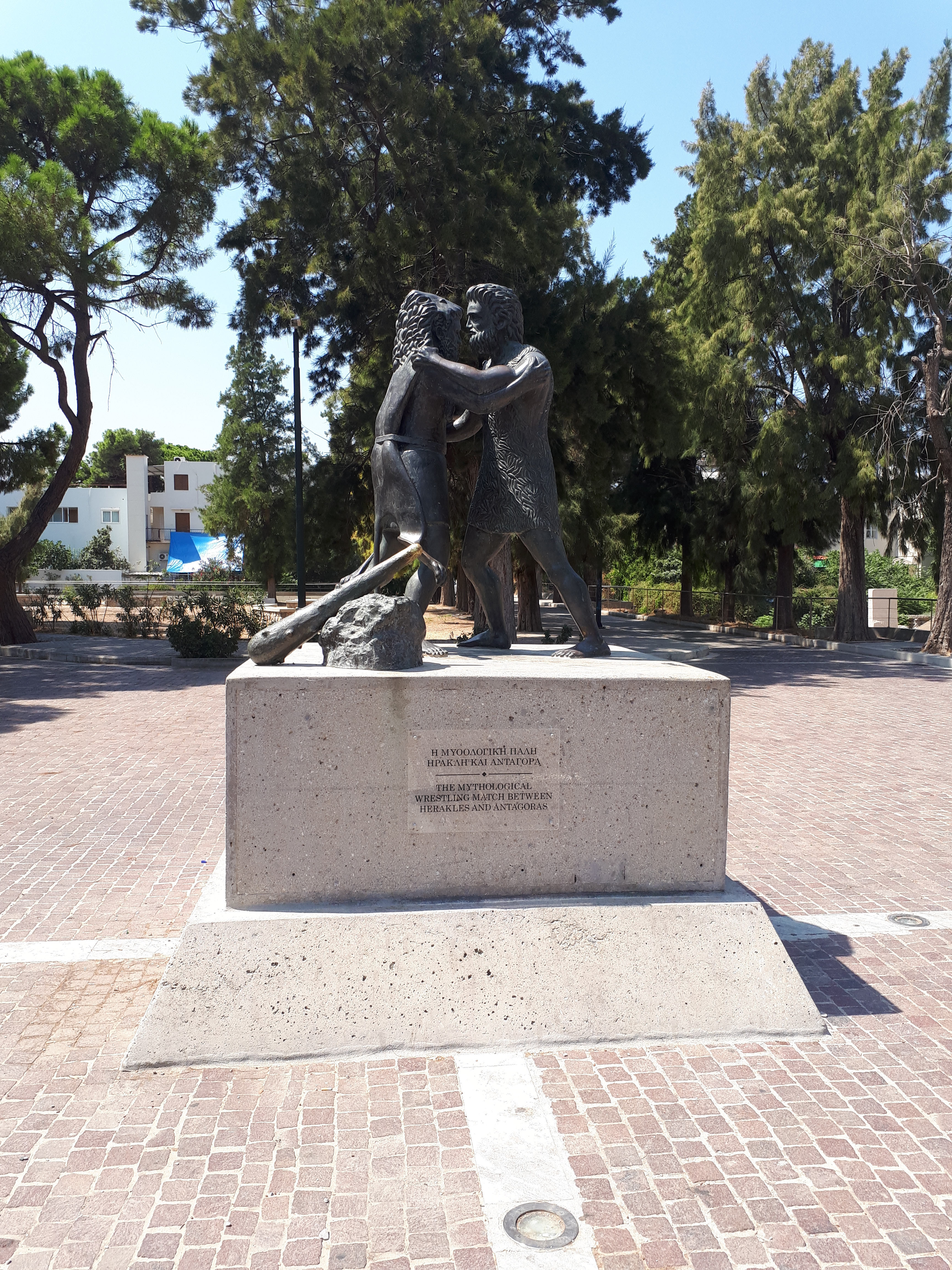
Statue des Kampfes zwischen Herakles und Antagoras in der Stadt Kos.

Antagoras (altgriechisch Ἀνταγόρας Antagóras) ist in der griechischen Mythologie der Sohn des Eurypylos und der Klytia sowie Bruder des Chalkon.
Als Herakles auf der Heimfahrt von Ilion auf der Insel Kos strandete, forderte er von den Einwohnern einen Widder. Der riesenstarke Schafhirt Antagoras verweigerte die freiwillige Herausgabe (ἀνταγορεύειν antagoreúein, deutsch ‚widersprechen‘) und forderte den Helden zu einem Ringkampf um den Preis des Tieres heraus. Die anderen Meroper standen Antagoras bei und brachten das Gefolge der Gestrandeten in solche Bedrängnis, dass Herakles zu einer Thrakerin flüchtete und sich unter ihrem Gewand versteckte. So soll der koische Brauch entstanden sein, dass Freier „in Weibertracht werben“.